# Лауген-Мелаун
Культура Лауген-Мелаун — культура бронзового и раннего железного века в альпийском регионе Трентино, достигавшая юго-восточного Тироля. Культура возникла в 14 в. до н. э. в рамках культурных процессов в Европе, которые привели, в частности, к появлению культуры полей погребальных урн. Культура названа по двум важным памятникам около Бриксена.

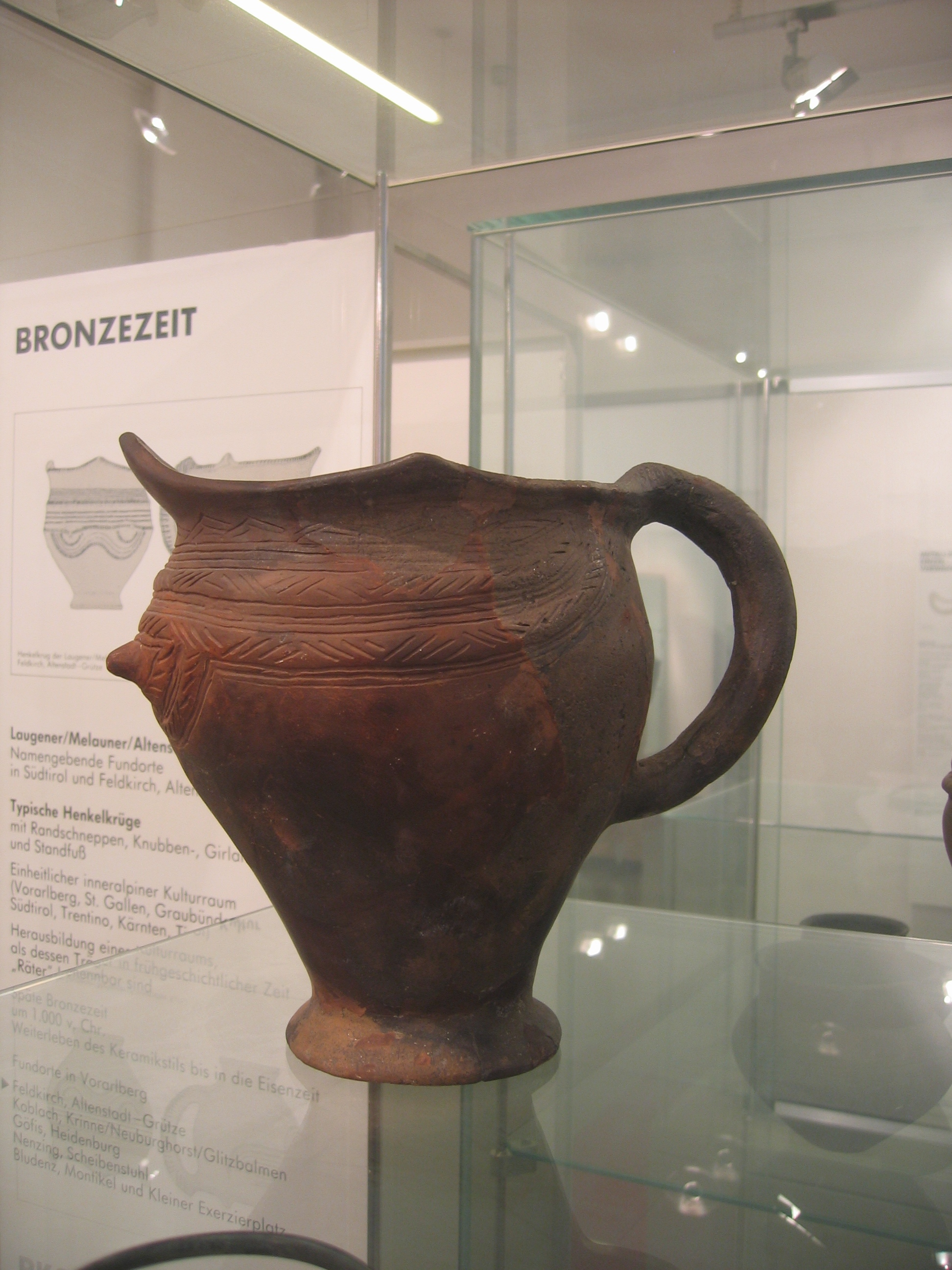

## Характеристика
Возникновение культуры Лауген-Мелаун характеризуется появлением керамики особого качества и многочисленных новых форм, среди которых — украшенные богатым орнаментом кувшины. Археологические находки не позволяют предположить, что долина реки Адидже и прилегающие долины были заняты новоприбывшим народом захватчиков, поскольку большинство поселений, например, в Эппане, которые были населены в середине бронзового века, продолжали быть населены и далее.
Однако новинками являются не только керамика и погребение кремированных в урнах, но и возведение особых святилищ, иногда достаточно удалённых от любых поселений. Эти святилища иногда представляли собой башнеобразные каменные конусы, иногда располагались на вершинах гор, иногда у источников воды. Во всех случаях, однако, в святилищах практиковалось сожжение жертвенных даров. При сожжении, по-видимому, устраивались празднества, о чём можно судить по находкам куч разбитой керамики в местах нахождения святилищ. В особенности обращают на себя внимание многочисленные кувшины и миски. По этой причине можно предположить, что около 1300 года до н. э. в культовых празднествах употреблялось вино. По-видимому, вино было и предметом торговли наряду с металлами.

## Дальнейшее развитие
С XIII по XI века до н. э. (поздний бронзовый век) культура Лауген-Мелаун процветала благодаря добыче медной руды, необходимой для производства бронзы (богатые погребальные дары, «Лауген-Мелаун A», в том числе в Восточном Тироле). Существенный удар нанесло ей распространение железа начиная с 1000 г. до н. э. (период «Лауген-Мелаун B»). В 8 в. всё больше растёт использование железа местного происхождения.
В конце 6 в. до н. э. культура Лауген-Мелаун растворяется в соседних культурах — Фритценс-Санцено и культуре Иннской долины (последняя выделилась из гальштатской.